# Lycostomus congener
Lycostomus congener is een keversoort uit de familie netschildkevers (Lycidae). De wetenschappelijke naam van de soort werd in 1871 gepubliceerd door Gerstaecker.